# Universitätsarchiv Saarbrücken
Das Universitätsarchiv Saarbrücken ist zuständig für die Überlieferung der 1948 gegründeten Universität des Saarlandes. Es wurde 1991 gegründet und war bis 2018 als Abteilung des Referates Personal- und Rechtsangelegenheiten der Zentralen Verwaltung eingegliedert. Seit 2019 ist es direkt dem Universitätspräsidenten zugeordnet und auf dem Campus angesiedelt. Rechtliche Grundlagen sind das Saarländische Archivgesetz vom 23. September 1992 und die Ordnung für das Universitätsarchiv vom 10. November 1993. Vor der Gründung des Universitätsarchivs war das Landesarchiv Saarbrücken mit der Wahrnehmung der archivfachlichen Aufgaben betraut. Seit seiner Gründung 1991 wird es von Wolfgang Müller geleitet.
Der Umfang der Archiv- und Sammlungsbestände beträgt rund 2000 laufende Regalmeter. Zu den bedeutendsten Beständen gehörten die 1948 einsetzenden Protokolle der Universitätsgremien und Fakultäten, Akten der zentralen Einrichtungen, Fakultäten, Institute und der Organe der Studierendenschaft. Darüber hinaus werden als Depositalbestände die Unterlange der Vereinigung der Freunde der Universität (ab 1952) und des Studentenwerks im Saarland e. V. (seit ca. 1955) verwahrt. Unter den zahlreichen Nachlässen von Professoren, die an der Universität des Saarlandes gewirkt haben, sind folgende Bestände hervorzuheben: André Banuls (Germanistik), Alessandro Baratta (Rechts- und Sozialphilosophie), Hans Eggers, Wolfgang Götz, Helene Homeyer, Karl-Heinz Ilting, Friedrich Wilhelm Kantzenbach, Gottfried Koller, Walter Lipgens, Hans Meves (Physiologie), Carl Werner Müller, Carl Rathjens jun. (Geographie), Jochen Schlobach, Friedrich Carl Sitzmann (Kinderheilkunde), Robert Stämpfli, Helmut Stimm, Wolfgang Stützel und Wolfram Wilß.
Das Universitätsarchiv betreut seit den 1960er Jahren redaktionell die Reihe der „Universitätsreden“. Mit zahlreichen Veröffentlichungen und historischen Ausstellungen bringt es sich aktiv in die Öffentlichkeit ein.

## Veröffentlichungen
- Gesamtbibliografie zur Geschichte des Universitätsarchivs
- Wolfgang Müller: Das universitäre Gedächtnis – Das Archiv der Universität des Saarlandes. In: Archivar. Zeitschrift für Archivwesen 66, 2013, S. 284–286. (Online)
- Wolfgang Müller: Das Archiv der Universität des Saarlandes. In: Ingo Runde (Hrsg.): Universitätsarchive in Südwestdeutschland. Geschichte – Bestände – Projekte. Tagungsband anlässlich des 625-jährigen Jubiläums der Ersterwähnung einer Archivkiste der Universität Heidelberg zum 8. Februar 1388 (Heidelberger Schriften zur Universitätsgeschichte 1). Heidelberg 2013, S. 157–174.
- Ludwig Linsmayer: Archive im Saarland. Institutionen, Adressen, Bestände (Echolot. Historische Beiträge des Landesarchivs Saarbrücken. Kleine Reihe). Saarländische Druckerei und Verlag GmbH, Saarbrücken 2013, ISBN 978-3-9811672-9-0, S. 150–155.